# Wrótka
Wrótka (1579 m) – trawiasta, ale otoczona stromymi skałami przełęcz we wschodniej grani Długiego Giewontu w polskich Tatrach Zachodnich (). Dawniej miała też nazwę Kalackie Wrótka lub Szklana Brama. Znajduje się tuż po zachodniej stronie Kalackiej Kopy (1601 m). Południowe stoki spod Wrótek opadają stromo do Doliny Kondratowej, północne do Żlebu pod Wrótka (wschodnie odgałęzienie Doliny Białego). W południowych stokach jest bezimienny żleb, wyraźny jednak tylko w swojej najwyższej części.
Dawniej przez Kalackie Koryto i Wrótka chadzano na Giewont i prowadził tędy znakowany farbą szlak, po jego zamknięciu używane są już tylko jako łatwy dostęp do grani Długiego Giewontu. Mariusz Zaruski tak pisze o Wrótkach: Jest to wcięcie w grani, utworzone przez dwie pionowe kilkunastometrowe ścianki, istotnie podobne do bramy zamczyska. Wrotka obchodzimy po prawej (północnej) stronie, a dalej (już bez znaków, które skończyły się na Wrotkach) wznosimy się szeroką trawiastą granią aż do wielkiego rozwartego wcięcia (Szeroki Karb), poza którym zaczyna się ściana głównej grani Giewontu.
W nazewnictwie tatrzańskim wrótkami nazywa się dość głęboko wciętą w grań przełączkę, wąskie wcięcie w skalnym żebrze lub ciasne przejście między skałami. W Tatrach jest kilka Wrótek, te w grani Giewontu są jednak najbardziej znane. W rejonie Wrótek (giewonckich) stwierdzono występowanie ostrołódki karpackiej – rzadkiego gatunku rośliny, w Polsce występującego tylko w Tatrach i to na nielicznych stanowiskach. W literaturze przewodnikowej niekiedy podawana jest wysokość 1592 m.

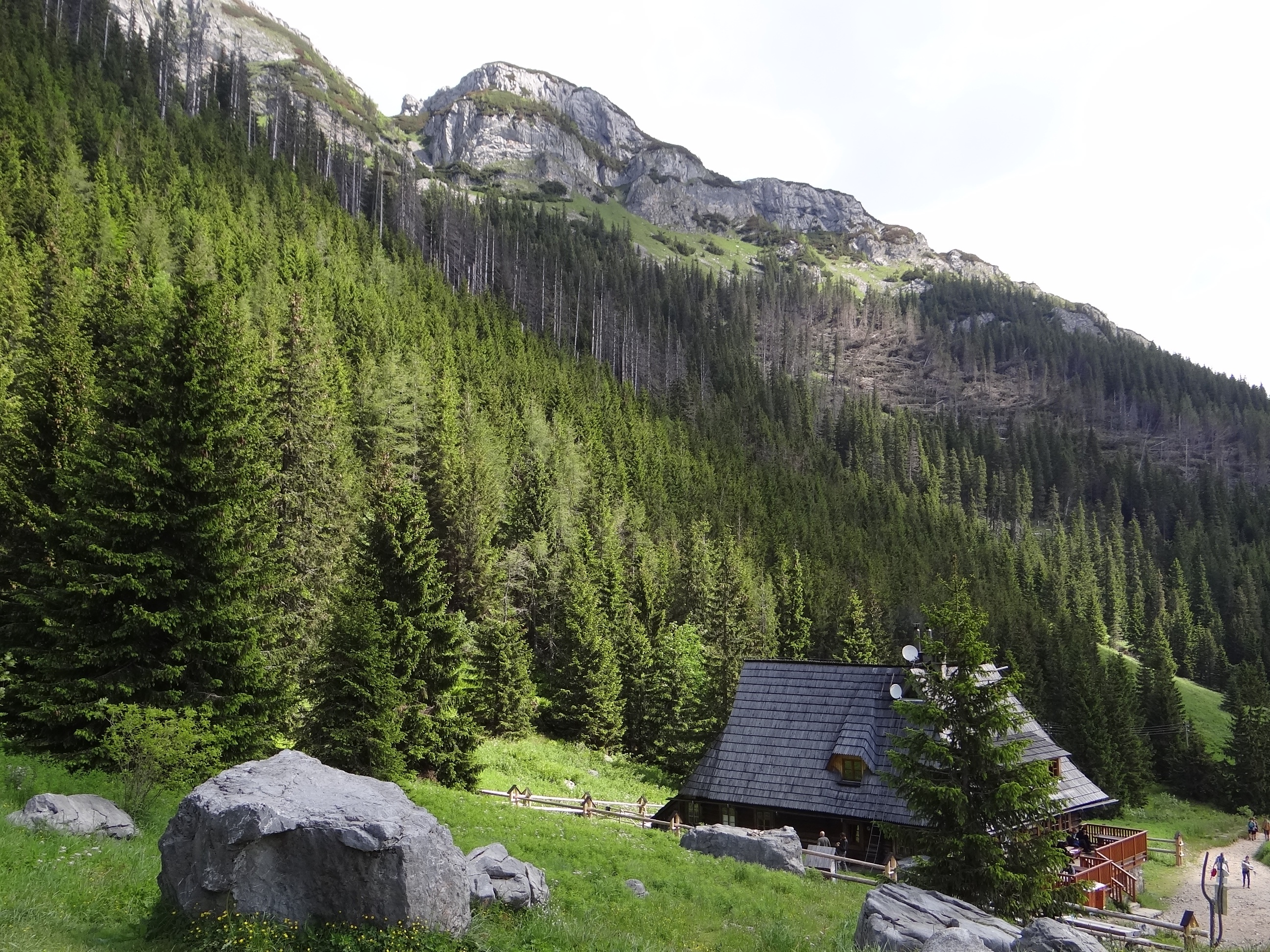
Widok na Wrótka i Kalacką Kopę z Doliny Kondratowej